# Iglesia de Santo Tomás (Coro)
La iglesia de Santo Tomás ubicada en Coro, en el concejo de Villaviciosa (Asturias, España), es una iglesia románica rural de la segunda mitad del siglo XIII. Consta de una sola nave de planta rectangular y cabecera cuadrada, más baja al exterior, sacristía adosada al muro sur de la cabecera, y un pórtico cerrado en el lateral oeste y abierto sobre siete columnas de madera en el sur.

## Características
En el interior destaca el arco de triunfo, apuntado, con dos arquivoltas lisas, que se apoya sobre tres columnas a cada lado con capiteles troncopiramidales antropomórficos y zoomórficos.
La nave se cubre con una estructura horizontal de madera y la cabecera con bóveda de cañón apuntado sobre imposta, en la que aparecen tres ménsulas antropomórficos y un capitel.
En el exterior destacan la venta del muro testero, en arco de medio punto con una columna a cada lado y capiteles de hojas, y las dos portadas. La portada oeste, con dos arquivoltas apuntadas y una figura orante en el intradós, guardapolvo decorado con bolas y tres antropomórficas, descansa sobre imposta moldurada y machones. La portada sur con arco apuntado con guardapolvo e imposta sobre machones, el derecho con una tetrapétala labrada.